# Uiasa
Uiasa is een bestuurslaag in het regentschap Kupang van de provincie Oost-Nusa Tenggara, Indonesië. Uiasa telt 1191 inwoners (volkstelling 2010).